# 松本圭司
松本 圭司（まつもと けいじ、1973年4月12日 - ）は、日本のキーボーディスト、ピアニスト、作曲家。北海道札幌市出身。

## 概要
9歳の時に近所の教室でエレクトーンを始め、ピアノ、作曲なども学ぶ。
中学3年生の時、友人とともにバンドを結成。高校卒業後上京し、1992年にヤマハ音楽院に入学。在学中からプロとして活動を開始。
1996年には葉加瀬太郎のバンド、1998年末よりT-SQUAREにサポートとして参加（翌年正式加入）したことで注目を集める。2000年のT-SQUARE退団後は、本田雅人、東儀秀樹、ゴスペラーズ、中島美嘉、森山直太朗、キリンジ、冨田ラボ、矢沢永吉、槇原敬之、藤井フミヤ、鈴木雅之、古内東子などのライブ・サポート、スタジオ・ミュージシャン、編曲家として活動。
2005年「本田雅人 with VOICE OF ELEMENTS」参加。翌年同名アルバムをリリース。
2006年、天野清継らと結成のユニット「Four Corners」のアルバムでは、ミキシング&マスタリングを担当し、レコーディング・エンジニアとしての才能も発揮した。
自身のソロ活動は、2003年に1stアルバム「Life」以降コンスタントにソロ作品をリリース、後に自身のレーベル「bootrecord」を発足。現在も数々のアーティストのサポート、自身のソロ活動やジャズ・フュージョン系音楽家とのセッションやユニットで活動。 

## ディスコグラフィ
| タイトル               | 発売年 | 備考                           |
| ---------------------- | ------ | ------------------------------ |
| Life                   | 2003   | 1st                            |
| Live                   | 2005   | ライブ・アルバム               |
| PROMiSES               | 2005   | 2nd                            |
| Life Re:               | 2006   | 「Life」のリミックス・アルバム |
| Can You Feel Klave? +4 | 2007   | [ 注釈 1 ]                     |
| Reminiscence           | 2007   | 3rd                            |
| Déjà vu 80             | 2011   | 洋楽ヒット曲カバー集           |
| Fearless               | 2013   | 4th                            |
| Love & Keys            | 2015   | 5th                            |
| STARGAZER              | 2017   | 6th                            |
| Tales Of North Part 1  | 2020   | 配信アルバム                   |
| The Winds Of Spring    | 2020   |                                |
| MONOGRAPH              | 2020   |                                |
| Stratosphere           | 2020   | 配信アルバム                   |
| Rojo/Azul              | 2022   | 2枚組アルバム                  |

1st以外、松本圭司オフィシャルショップにて購入可能（配信版とCD版があるので注意）。その他AmazonでCD、iTunesでダウンロード可能な作品もある。